# Рембранд
Рембранд Харменсон ван Рейн (на нидерландски: Rembrandt Harmenszoon van Rijn) е нидерландски художник и гравьор, смятан за един от най-великите в историята на европейското изкуство и за най-значимия в нидерландската история. Неговата творческа дейност съвпада с епохата на стопански и културен подем, известна като Нидерландски златен век. Стилът на Рембранд, макар и в много отношения противоположен на преобладаващия по това време в голяма част от Европа барок, също се характеризира с извънредно изобилие и новаторство.
В младостта си Рембранд постига успех и известност като портретист, но по-късно в живота си се сблъсква с лични нещастия и парични затруднения. Независимо от това неговите гравюри и картини остават известни през целия му живот, репутацията му като художник не спада и той става учител на много значими нидерландски художници от следващото поколение. Най-големите творчески успехи на Рембранд са видими в портретите на негови съвременници, автопортретите и илюстрациите на библейски сцени. Поредицата негови автопортрети образуват уникална и интимна биография, в която художникът се анализира без суета и с крайна откровеност.
В своите картини и гравюри Рембранд показва познаване на класическата иконография, която видоизменя според своя собствен опит. Така изображенията на библейски сцени са формирани от познанията му за съответния текст, разбирането му на класическата композиция и личните му наблюдения на живота в Амстердам с неговата значителна еврейска общност.

## Биография

### Ранни години
Рембранд Хамерсон ван Рейн е роден на 15 юли 1606 година в град Лайден, по това време част от Съединените провинции на територията на днешна Нидерландия. Той е деветото дете на Хармен Геритсон ван Рейн и Нелтген Вилемсдохтер ван Зойтбраук. Семейството му е относително заможно – бащата е мелничар, а майката е дъщеря на хлебар. 
Като дете Рембранд посещава местното латинско училище, а след това постъпва в известния Лайденски университет, въпреки че според негови съвременници има по-голяма склонност към рисуването. Не след дълго той става чирак на Якоб ван Сваненбург – местен художник, рисуващ главно исторически сюжети, при когото остава в продължение на три години. През 1623 година за 6 месеца, сравнително кратък, но много важен период, е ученик на известния художник Питер Ластман в Амстердам. Тези двама майстори изграждат основата на неговото професионално умение.
През 1624 или 1625 година Рембранд и неговият приятел и колега Ян Ливенс откриват собствено ателие в Лайден, а през 1627 година Рембранд вече приема ученици, сред които е Герит Дау. Дори от малкото запазени ранни негови произведения се вижда личният му подход в изобразяването на човека. Не след дълго става всеизвестен.
През 1629 година работата на Рембранд привлича вниманието на Константейн Хюйгенс, баща на бъдещия известен математик и физик Кристиан Хюйгенс, който по това време е секретар на стадхаудера на Холандия и Зеландия, принц Фредерик Хендрик. Така той получава значителни поръчки за двора в Хага, а принцът остава негов клиент до 1646 година.
Ластмановата страст към пъстрота, разнообразие и внимание към детайла оказват огромно влияние върху младия художник. В сравнение със зрелите му творби тези от ранния период се отличават с пъстрота и стремеж да опише внимателно всяка подробност от материалния свят, за да може да предаде достоверно екзотичната обстановка на библейската легенда. Почти всички герои са представени на зрителя облечени в скъпи ориенталски дрехи и блестят с бижута, което създава атмосфера на пищност, празничност и парадност.

### Творчески разцвет
В края на 1631 г. Рембранд заминава за Амстердам, който по това време бързо се разраства и се превръща в търговската столица на Нидерландия. Тук той за първи път започва да работи като професионален портретист, рисува мъжки и женски глави, прави опити с различни гримаси и постига големи успехи.
Първоначално Рембранд се установява при търговеца на произведения на изкуството Хендрик ван Ойленбург и през 1634 г. се жени за неговата братовчедка Саския ван Ойленбург. Тя е от заможно семейство – нейният баща е юрист и кмет на Леуварден. След смъртта на родителите си тя живее със своята по-голяма сестра в Билд във Фризия. Рембранд и Саския се женят в църквата на Билд, като на церемонията не присъстват негови роднини. През същата година Рембранд получава амстердамско гражданство и става член на амстердамската гилдия на художниците. Той приема и няколко ученици, сред които са Фердинанд Бол и Говерт Флинк.
Женитбата със Саския издига високо социалното положение на Рембранд и му позволява да купува и събира в къщата си предмети на изкуството и редки ценности. Годините на семеен живот със Саския дават силен тласък на творчеството му. По това време укрепва и собственият му художествен стил.
През 1635 година Рембранд се установява в наета къща на модната за времето си улица „Нюе Дуленстрат“. През 1639 година семейството се премества в представителна къща на „Йоденбрестрат“ в оформящия се по това време еврейски квартал, в която днес се намира музеят „Къща на Рембранд“. Сградата на стойност 13 хиляди гулдена е купена от Рембранд с ипотечен заем, който по-късно се превръща в основна причина за неговите финансови затруднения. С тогавашните си доходи Рембранд би трябвало и сам да може да купи къщата, но изглежда разходите му нарастват заедно с доходите, а е възможно да е правил и някои неуспешни вложения.
Значителните доходи в семейството на Рембранд не предотвратяват поредицата от лични трагедии. Синът им Румбартус умира два месеца след раждането си през 1635 година, а дъщеря им Корнелия – едва на три седмици, през 1638 година. През 1640 година те имат втора дъщеря, която също наричат Корнелия и която умира едва месец след раждането. Само четвъртото им дете, Титус, роден през 1641 година, доживява до зряла възраст. Саския умира през 1642 година, малко след раждането на Титус, вероятно от туберкулоза. Картините на Рембранд, изобразяващи я на смъртно легло, са сред най-чувствените му творби.
По време на заболяването на Саския Рембранд наема за болногледачка и дойка на малкия Титус Герче Диркс, която малко по-късно става и негова любовница. Впоследствие тя го обвинява в неспазване на обещание за женитба и печели годишна издръжка от 200 гулдена. Когато Рембранд научава, че Герче Диркс е заложила бижута на Саския, които той ѝ е подарил, полага големи усилия и успява да я затвори за 12 години в приют за бедни в Гауда.

### Последни години
От края на 40-те години на 17. век Рембранд живее със значително по-младата Хендрике Стофелс, която първоначално е негова прислужница. През 1654 година им се ражда дъщеря, отново наречена Корнелия, което донася на Хендрике обвинение от Реформираната църква в „извършване на актове на блудство с художника Рембранд“. Тя се признава за виновна и получава забрана да получава причастие. Рембранд обаче не е обвинен, защото не е член на Реформираната църква. Двамата са приемани за сключили брак според гражданското право, макар че Рембранд не се жени официално за Хендрике, за да не загуби достъпа си до наследството на Титус от майка му.
Рембранд харчи над възможностите си, купувайки произведения на изкуството (откупувайки и собствени произведения), гравюри (често използвани в картините му) и редки предмети, което го отвежда до ръба на банкрута през 1656 г. Тогава след съдебно споразумение са разпродадени повечето му картини и голяма сбирка от антики. Списъкът на предметите от разпродажбата е запазен до наши дни и дава представа за колекционерските интереси на Рембранд. В него, освен картини на Старите майстори, присъстват бюстове на римски императори, множество предмети от Азия, сред които цели японски доспехи, природонаучни и минералогични сбирки. Средствата от разпродажбата се оказват недостатъчни и Рембранд е принуден да продаде къщата и печатницата си, като през 1660 г. се премества в по-скромно жилище на „Розенграхт“. Властите и кредиторите се отнасят сравнително благосклонно към Рембранд. Но това не може да се каже за гилдията на художниците, която по този повод въвежда забрана за упражняване на професията при банкрут, заради която през 1660 г. Хендрике и Титус създават предприятие за търговия с произведения на изкуството, а Рембранд става негов служител.
През 1661 г. новото предприятие получава поръчка за картина в новопостроената сграда на общината, тъй като първоначалният изпълнител Говерт Флинк умира преди да започне работа. Рембранд рисува „Заговорът на Клавдий Цивилис“, но картината е отхвърлена от клиента и днес от нея е запазен само един фрагмент. По това време Рембранд приема и последния си чирак, Арт де Гелдер. През 1662 г. той все още работи по големи поръчки за портрети и други картини. Известно е също, че през 1667 г. в дома му гостува великият херцог на Тоскана Козимо де Медичи, който е на посещение в Амстердам.
Рембранд надживява както Хендрике, която умира през 1663 г., така и Титус, починал през 1668 година, оставяйки малка дъщеря. Самият Рембранд умира година по-късно, на 4 октомври 1669 г. в Амстердам и е погребан в необозначен гроб в гробището на църквата „Вестеркерк“.

## Творчество
До средата на 20. век се смята, че Рембранд е автор на повече от 600 картини, около 400 гравюри и 2000 рисунки. През 60-те години на 20. век е създаден Проект за изследване на Рембранд, обединяващ голям брой учени, които изследват критично неговото наследство и ограничават броя на картините със сигурно авторство на около 300. Броят на неговите печатни гравюри се променя по-малко – днес той се оценява на почти 300. Вероятно през живота си Рембранд създава много повече от 2000 рисунки, но до наши дни оцеляват много малък брой – изследванията в тази област продължават, като някои експерти преценяват броя на автентичните рисунки на по-малко от 100.
В миналото се приема, че около 90 картини на Рембранд са негови автопортрети, но днес е установено, че той е карал своите ученици да копират автопортретите му като част от тяхното обучение. Според съвременните изследвания броят на автопортретите е над 40 платна, както и няколко рисунки и 31 гравюри, сред които са някои от най-забележителните картини от тази група. Някои го изобразяват позиращ с псевдоисторическо пищно облекло или правещ странни гримаси. Маслените му автопортрети проследяват развитието на художника от несигурен младеж през спретнатия и популярен портретист от 30-те години до угрижения, но силен възрастен мъж. Заедно те формират забележително ясна картина на човека, неговата външност и психологическа настройка. Възможно е самият художник да не си е поставял такава цел, а просто да е задоволявал значителното търсене на автопортрети на известни художници.
Ранната си слава Рембранд дължи на портретната живопис. По онова време за нидерландските живописци този вид изкуство е най-сигурният начин за препитание. Рембранд се стреми да обхване цялата същност на изобразявания предмет. След портретите той предпочита библейски сюжети, най-вече от Стария завет. Интересува го главно човекът и по-точно отражението на човешката душа в лицето, в жеста, в държанието. Рембранд се стреми да обрисува човека и неговия душевен живот.
Образец за неговото зряло изкуство са портретът на Хендрике Стофелс (1658 г.), портретът на актьора Николас Брунинг (1653 г.), портретът на Ян Сикс, приятел на Рембранд (1654 г.). Рембранд рисува и много групови портрети. Голямо постижение в творчеството му е „Урок по анатомия на д-р Тюлп“. Често рисува и себе си. Многобройните автопортрети, гравюри и рисунки датират още от времето в Лайден.
„Сваляне от кръста“ е една от четирите картини за страданията на Христа, които рисува през 1632 г. за нидерландския наместник. Докато Рубенс рисува силно движението на тялото и внушително предава сдържаната скръб, нидерландецът Рембранд рисува в ограничено пространство самото действие на свалянето от кръста. В тази картина е характерен яркият светлинен лъч, изтръгнат от околната тъмнина, защото по онова време Рембранд първи използва светлината, за да придаде драматизъм.
На младини той рисува с любов евреи, просяци и скитници. Отразява мизерията („Продавач на отрова за плъхове“ – 1632 г.) Както непрестанният през творчеството му стремеж за изобразяването на човека, така и съпоставянето на светлина и сянка от самото начало са определящи за неговия начин на изобразяване. И в картините, и в гравюрите си той е майстор на светлината и сянката.
В началото съвременниците му го славят възторжено и плащат високи цени за творбите му, но постепенно започват все по-малко да възприемат изкуството му. Класицизмът, времето, когато се съживява античността с нейния стремеж към свръхчовешка красота, към заглушаване на всяко вътрешно вълнение, не разбира изкуството на Рембранд. В творбите му, по думите на Гьоте, „ценим оня художник, който ни въздейства с човечното си изкуство“.

### Периоди, теми и стилове
По време на тежките за Рембранд години 1625 – 1631 Питер Ластман (бележит художник от Амстердам) оказва огромно влияние на неговото творчество. Картините му са доста по-малки, но доста подробни (например детайли в носии или бижута). Темите са предимно религиозни и алегорични.
В своя най-ранен творчески период 1632 – 1636 Рембранд използва големи платна от лен и тежки тонове, изобразявайки драматични сцени. През тези години Рембранд създава много портрети. Другите му творби съдържат библейски и митологични сцени.
В края на 30-те години на 17. век Рембранд рисува много пейзажи и различни природни офорти. В този период неговите пейзажи изобразяват страдание в природата в образа на съборени от бурята дървета или зловещи небеса с мрачни облаци.
От 1640 неговите творби стават по-сериозни, представяйки семейни трагедии, които той самият е изстрадал. Изобилието е заменено от силни душевни вълнения. Библейските сцени вече произлизат от Новия завет вместо от Стария, както предишните. Картините му отново стават малки. Изключение е само огромният шедьовър „Нощна стража“ – най-голямата картина от всичките, която е веществена и енергична като предишните му картини. Пейзажите по-често са офортни, отколкото нарисувани. Тъмната страна на природата е тема на много нидерландски селски сцени.
През 50-те години на 17. век стилът на Рембранд отново се променя. Картините му придобиват внушителни размери. Цветовата гама е разширена, замахът с четката става по-силен. С тези промени Рембранд се отдалечава от своите ранни творби и модата, която утвърждава фините, детайлни картини. Библейските теми са все още често изобразявани, но сюжетът преминава от драматични групови сцени към лични портретни образи.
През последните години от своя живот Рембранд рисува някои от своите най-значими автопортрети, изобразявайки лице, на което тъгата и скръбта са оставили своите отпечатъци.

### Офорти
Рембранд създава офорти през по-голямата част от творчеството си, от 1626 до 1660 г., когато е принуден да продаде своята печатница и почти изоставя офорта. Само през тежката 1649 г. няма произведения с тази техника. Той с лекота използва офорта и, въпреки че се научава да използва длето и прави много гравюри, свободата на ецване е от основно значение за работата му. Той участва лично в целия процес на изработване на графиката и вероятно отпечатва сам произведенията си (поне най-ранните). Първоначалният му стил се основава на рисунката, но скоро започва да наподобява живописта с техника от натрупване на множество драскотини, образуващи различна плътност на линията. Към края на 1630-те той изоставя тази техника и се насочва към по-опростен стил. Работи върху офорта „Христос, изцеляващ болните“ на етапи по време на 1640-те и това е „определящата работа в средата на кариерата му“, от която произлиза последният му стил офорт.
Офортите му имат подобни теми като неговите картини, въпреки че се срещат двадесет и седем автопортрета и сравнително по-малко портрети на други хора. Има четиридесет и шест пейзажа, предимно малки, които до голяма степен определят посоката на развитие на графичното изображение на ландшафта до края на XIX век. Една трета от неговите офорти са на религиозни теми – повечето изписани с домашна простота, а други са най-внушителните му творби. Една малка част са еротика, или просто неприлични композиции. Той притежава, поне докато е принуден да я продаде, сбирка от офорти и на други творци.

### Оптична теория
Писмо, публикувано през 2004 г. от Маргарет С. Ливингстън, професор по невробиология в Медицинското училище в Харвард, показва, че Рембранд, чиито очи не успяват да се синхронизират добре, страда от стерео слепота. До този извод се стига след изследване на 36 автопортрета на Рембранд. Тъй като той няма обичайното бинокулярно зрение, мозъкът му автоматично превключва на едното око при решаването на изобразителни задачи. Този недостатък може да му помогне да преобразува изображенията в плоски и да ги постави върху двумерното платно. Ливингстън предполага, че това е предимство за художника: „Учителите по изобразително изкуство често карат студентите да затворят едното си око, за да „изгладят“ това, което виждат, затова обемната слепота не е недостатък, дори може да бъде действено преимущество за някои художници. „“.

## Послесмъртна слава и музеи на Рембранд
На човечеството са му нужни два века, за да оцени напълно значението на творчеството на Рембранд. Въпреки че още Джовани Кастилионе и Джовани Батиста Тиеполо са вдъхновени от неговите офорти, художникът и живописецът Рембранд, който пресъздава точността на детайлите, за първи път получава признание през XIX век, когато хората на изкуството от реалистичната школа противопоставят неговата дълбока прочувствена поезия на светлината и сянката на безпрекословната точност и чистота на френския академизъм..
В началото на 20. век най-голямата колекция от картини на Рембранд има имперският Ермитаж, но част от тази колекция е продадена, някои картини са изпратени в Пушкинския музей в Москва, докато авторството на други е оспорено. Нидерландия започва да изкупува картини на Рембранд и улеснява тяхното завръщане в родината, в резултат на тези усилия днес най-забележителната колекция картини на Рембранд може да се види в Амстердам в Държавния музей на Нидерландия, който носи името Райксмузеум, включваща шедьовъра „Нощна стража“ и „Еврейска годеница“.
Един от централните площади на Амстердам през 1876 година получава сегашното си име Площад на Рембранд (Rembrandtplein) в негова чест. В средата на този площад е издигнат паметник на художника. В неговия дом от 1911 година се помещава музей, където са изложени предимно офортите му и се съхраняват много гравюри. Бележити колекции от творби могат да бъдат открити и в други страни в Берлин, Санкт Петербург, Ню Йорк, Вашингтон, Лувъра в Париж и Националната галерия в Лондон. Много от неговите автопортрети се съхраняват в Кралската галерия „Маурицхаус“ в Хага, Нидерландия.
През 2009 г. на името на художника е кръстен кратер на планетата Меркурий, един от най-големите в Слънчевата система.

## Известни произведения
- 1628  Художник в ателието си, Музей на изящните изкуства, Бостън, САЩ
- 1630 Възнесението на Лазар, Окръжен музей на изкуствата в Лос Анджелис, САЩ
- 1630 – 1635 Турчин, Национална художествена галерия на САЩ, Вашингтон.
- 1631 Портрет на Николайъс Рутс, Галерия Фрик, НЙ, САЩ
- 1632 Урок по анатомия при д-р Николайъс Тулп, Музей Маурицхойс, Хага, Нидерландия.
- 1632 Портрет на ориенталски мъж, Метрополитън, Ню Йорк, САЩ
- 1633 Христос в буря при езерото Галилей, Музей Изабела Стюърт Гарднър, Бостън
- 1635 Пирът на Балтазар, Национална галерия в Лондон, Великобритания
- 1636 Ослепяването на Самсон, Музеят Щедел, Франкфурт, Германия
- 1636 Даная, Ермитажа, Санкт-Петербург, Русия
- 1642 „Нощна стража“, Държавен музей, Амстердам, Холандия
- 1643 Христос изцелява болните, Музеят на Виктория и Алберт, Лондон
- 1647 Възрастна жена с книга, Национална художествена галерия на САЩ, Вашингтон.
- 1650 Философът, Национална художествена галерия на САЩ, Вашингтон.
- 1650 Мелницата, Национална художествена галерия на САЩ, Вашингтон.
- 1653 Жертвоприношение на Исак, Ермитажа, Санкт-Петербург, Русия
- 1653 Аристотел с гълъб, Метрополитън, Ню Йорк, САЩ
- 1654 Батшева в банята ѝ, Музей Лувър, Париж, Франция.
- 1655 Йосиф, обвинен от жената на Потифар (The National Gallery of Art, Washington)
- 1656 Жена, държаща розово, Национална художествена галерия на САЩ, Вашингтон.
- 1657 Апостол Павел, Национална художествена галерия на САЩ, Вашингтон.
- 1658 Автопортрет, Галерия Фрик, НЙ, САЩ
- 1658 Филемон и Бауцис, Национална художествена галерия на САЩ, Вашингтон.
- 1659 Яков, борещ се с ангела
- 1659 Автопортрет, Метрополитън, Ню Йорк, САЩ
- 1660 Автопортрет, Метрополитън, Ню Йорк, САЩ
- 1660 Портрет на джентълмен с голяма шапка и ръкавици, Национална художествена галерия на САЩ, Вашингтон.
- 1660 Портрет на дама с ветрило от щраусови пера, Национална художествена галерия на САЩ, Вашингтон.
- 1661 Заговорът на Юлий Сивилис, Национален музей на Швеция.
- 1662 Членовете от гилдията на Драпер, Държавен музей, Амстердам, Холандия
- 1662 Портрет на мъж с голяма шапка, Национална художествена галерия на САЩ, Вашингтон.
- 1662 – 1663 Младеж, седнал до маса, Национална художествена галерия на САЩ, Вашингтон.
- 1664 Лукреция, Национална художествена галерия на САЩ, Вашингтон.
- 1664 Еврейска годеница, Държавен музей, Амстердам, Холандия
- 1666 Лукреция, Институтът за изкуства Минеаполис, Минеаполис
- 1669 Завръщането на блудния син, Ермитаж, Санкт-Петербург, Русия

## Галерия

### Автопортрети
- Младият Рембранд, ок. 1628 г., когато е на 22 години. Частично упражнение по светлосянка. Държавен музей, Амстердам
- Автопортрет, ок. 1629. Германски национален музей, Нюрнберг
- Автопортрет , 1630, Шведски национален музей, Стокхолм
- Автопортрет с кадифена барета и кожена мантия  1634
- Автопортрет, 1640, на 34 г. Национална галерия, Лондон
- Автопортрет, маслени бои върху платно, 1652. Музей на историята на изкуството, Виена
- Автопортрет, Виена ок. 1655, масло върху орех, намален по размер. Музей на историята на изкуството, Виена
- Автопортрет, 1660
- Автопортрет с два кръга, 1660. Кенууд хаус, Лондон
- Автопортрет като Зевксис, обл. 1662. Един от 2 рисувани автопортрета, в които Рембранд е обърнат наляво.[38]Музей Валраф Рихарц, Кьолн
- Автопортрет, 1669
- Автопортрет, 1669, годината на смъртта му. Национална галерия, Лондон

### Други работи
- Убиване с камъни на свети Стефан, 1625, първата картина от Рембранд, рисувана на 19-годишна възраст[39]. Понастоящем се съхранява в Музея на изкуствата в Лион.
- Бюст на старец с козирка, бащата на художника, 1630 г.
- Еремия, плачещ за унищожението на Ерусалим, ок. 1630
- Философът в медитация, 1632
- Урок по анатомия на д-р Николаес Тюлп, 1632
- Авраам и Исак, 1634
- Ослепяването на Самсон, 1636, която Рембранд подарява на нидерландския поет Константин Хюйгенс.
- Портрет на Саска ван Уйленбърг, ок. 1633 – 1634
- Сузана, 1636
- Празникът на Валтасар. 1636 – 1638
- Архангел Рафаил оставя Товиа, 1637
- Пейзаж с добрия самарянин, 1638 г.
- Сънят на Йосиф, ок. 1645
- Сузана и старците, 1647
- Мелницата, 1648
- Старец в червено, 1652 – 1654
- Аристотел, държащ бюст на Омир, 1653, Музей Метрополитън, Ню Йорк
- Кухненската прислужница, 1654
- Портрет на кмета Ян Шест, богат приятел на Рембранд, 1654 г.
- Банята на Батшева, създадена по първообраз на Хендрике Стофелс, 1654 г.
- Жена, къпеща се в поток, 1655
- Жена до входна врата, 1657 – 1658
- Еврейската булка, 1658, Държавен музей, Амстердам.
- Ахасуер и Аман на Великден, 1660
- Свети Вартоломей, 1661, Музей „Ж. Пол Гети“
- Портрет на синдиците от Амстердам , 1662
- Конспирацията на Клавдий Цивилий, (отрязана), 1661 – 1662
- Яков благославя синовете на Йосиф, 1656
- Завръщането на блудния син, детайл, ок. 1669
- Лукреция, 1666, Институт по изкуствата Минеаполис, Минесота, САЩ

#### Черно-бели рисунки и офорт
- Автопортрет с шапка и широко отворени очи, офорт и щихел[40], 1630
- Автопортрет, перо и четка в мастило върху хартия, ок. 1628 – 1629
- Автопортрет като ориенталски владетел с крис, офорт, 1634
- Христос изцелява болните, ок. 1647 – 1649
- Сузана и старците, скица, 1634
- Автопортрет с Саския, офорт, 1636
- Автопортрет, облегнат на перваза, офорт, 1639
- Христос и жената, хваната в прелюбодеяние, рисунка
- Дева Мария и дете с котка, 1654. Оригинална медна плоча за гравиране горе, пример за печат (по-долу).
- Слон 1637
- Христос пред народа, суха игла, 1655, етап I от VIII